# Forfar Castle
Forfar Castle ist eine abgegangene Burg in Forfar in der schottischen Council Area Angus. Die Motte wurde im 11. Jahrhundert errichtet.

## Geschichte
Die Burg war offensichtlich von Wasser umgeben und diente den Königen Malcolm III., Wilhelm I. und Alexander II. als königliche Burg. König Malcolm nutzte sie als Basis für die Aushebung von Truppen, um dänische Invasoren zurückzuschlagen. König Eduard I. von England belegte sie mit einer Garnison und besuchte sie 1296. Die Schotten eroberten sie am Weihnachtstag 1308 zurück und metzelten die englische Garnison nieder. Nach Zerstörung und Wiederaufbau wurde Forfar Castle in den 1330er-Jahren aufgegeben.
Bis zum 17. Jahrhundert sollen noch Überreste sichtbar gewesen sein, aber heute findet man oberirdisch nichts mehr von der Burg.